# Маршево (Поморське воєводство)
Маршево (пол. Marszewo, нім. Marschau) — село в Польщі, у гміні Пшивідз Ґданського повіту Поморського воєводства.
У 1975-1998 роках село належало до Гданського воєводства.